# Big Time
«Big Time» (en español: «Gran ocasión») es el primer sencillo publicado para promocionar el álbum Hear What I Say de la cantante alemana C.C. Catch y que fue publicado en 1989. 

## Sencillos
7" sencillo Metronome 889 892-7, Alemania 1989
1. «Big Time» (Remix) - 3:45
2. «Feels Like Heaven» - 5:12

12" sencillo Metronome 889 893-1, Alemania 1989
1. «Big Time» (Remix) - 6:45
2. «Feels Like Heaven» - 5:12
3. «Big Time» (Radio Versión) - 3:35

CD sencillo Metronome 889 893-2, Alemania 1989
1. «Big Time» (Remix) - 6:45
2. «Feels Like Heaven» - 5:12
3. «Big Time» (Radio Versión) - 3:35

## Posicionamiento
| Listas (1989) | Máxima posición |
| ------------- | --------------- |
| Alemania      | 26              |

## Créditos
- Letra y música - Müller y G. & M. Koppehele (canciones 1 y 3), David Clayton y Joe Dworniak (canción 2)
- Producción - Avenue (canciones 1 y 3), David Clayton y Joe Dworniak (canción 2)
- Remix - David Clayton y Joe Dworniak